# Rahbe
Rahbe (arabe : رحبة) est un village du Akkar, région du nord du Liban. Il est situé à 50 km de Tripoli. Il est étalé autour d'un volcan éteint, ce qui est fréquent a Akkar. Le village est très grand et compte 20 000 habitants mais on ne peut pas parler de ville car il n'y a ni réel commerce ni industrie. Pendant la guerre civile, les sunnites ont pour la plupart quitté la ville, on compte aujourd'hui 500 musulmans. En 2004, des vestiges du VIIIe siècle ont été découverts.
Pendant les vagues de la seconde moitié du XIXe siècle et du début du XXe siècle, une grande partie des migrants se sont installés en Amérique latine, en particulier dans des pays comme le Brésil, la Colombie, l'Argentine, le Mexique et le Venezuela. En Colombie (comme la grande majorité des Arabes qui sont arrivés dans le pays), se sont installés dans la Región Caribe (région des Caraïbes) au nord, pour des raisons telles que la météo, (plus comme le Levant), et parce que le nord dans le pays sur le quai de Puerto Colombia, leurs descendants se retrouvent souvent dans les villes côtières, telles que Barranquilla, Cartagena, Valledupar, Monteria, Sincelejo, Lorica, Sahagún, Riohacha, Magangué et Maicao, ce dernier ayant la plus forte concentration de musulmans dans le pays , qui est venu principalement dans la troisième diaspora arabe au pays, autour des années 60 et 70. Bien qu'ils aient commencé à arriver de la première vague en 1880, bien que l'islam était présent dans le pays depuis les Morisques expulsés à la fin du XVe siècle. D'autres villes avec un nombre important d'Arabes, et les descendants de ceux-ci sont Bogotá, la capitale, et Cali l'une des villes les plus importantes, dans d'autres soins de la maison et principalesdel Medellin, Pereira, Pasto, entre autres, l'islam fait aussi présence mais surtout par conversion.
Rahbe est l'un des rares villages chrétiens d'Akkar qui conservent un grand nombre d'habitations ainsi qu'un centre économique important. En effet, Rahbe comporte des grands magasins de vêtements visités par les habitants des autres villages comme Tikrit, Chattaha, Beit Mellat et Beino.
Rahbe est un village orthodoxe que certains disent qu'elle s'approche d'être plutôt une ville tout en conservant ses belles traditions.
De nombreux restaurants existent encore à Rahbe dont certains sont proches d'un petit canal d'eau.
Pendant l'été de chaque année des festivals ont lieu à côté de la municipalité de Rahbe. Ces festivals accueillent de nombreux chanteurs réputés au Liban et aimés par le public.
Pendant le conflit israélo-libanais de 2006, Rahbe a accueilli temporairement des déplacés du Liban du sud dans l'attente de la fin des hostilités.